# Vrachonisída Frágko
Vrachonisída Frágko är en ö i Grekland.   Den ligger i prefekturen Nomós Dodekanísou och regionen Sydegeiska öarna, i den östra delen av landet, 280 km öster om huvudstaden Aten. Arean är 0,33 kvadratkilometer.
Terrängen på Vrachonisída Frágko är lite kuperad. Öns högsta punkt är 58 meter över havet. Den sträcker sig 0,8 kilometer i nord-sydlig riktning, och 0,7 kilometer i öst-västlig riktning.